# Schizothyriaceae
Schizothyriaceae es una familia de hongos con ubicación taxonómica incierta en la clase Dothideomycetes. Comprende 16 géneros y unas 94 especies.